# Digora
Digora (dansk: Дигора́, tr. Digorá; ossetisk: Дигорæ) er en by på 11.600 indbyggere (2005) beliggende centralt i den sydrussiske republik Nordossetien i det nordlige Kaukasus. Byen ligger ved floden Uredon, ca. 49 km nordvest for republikkens hovedstad Vladikavkaz.
Byen blev grundlagt i 1852 med navnet Volno-Khristianovskij (Во́льно-Христиа́новский). Senere omdøbt til Novokhristianovskoje (Новохристиа́новское) og Khristianovskoje (Христиа́новское). Igen omdøbt i 1934, denne gang til dens nuværende navn Digora, der fik officiel status som by i 1964.